# Katrine Hvidsteen
Katrine Hvidsteen (ur. 16 lutego 1977) – duńska narciarka alpejska, uczestniczka Zimowych Igrzysk Olimpijskich 1998.

## Osiągnięcia

### Igrzyska olimpijskie
| Miejsce | Dzień     | Rok  | Miejscowość | Konkurencja | Czas biegu | Strata | Zwyciężczyni       |
| ------- | --------- | ---- | ----------- | ----------- | ---------- | ------ | ------------------ |
| DNF1    | 20 lutego | 1998 | Nagano      | Gigant      | -          | -      | Deborah Compagnoni |
| DNF2    | 19 lutego | 1998 | Nagano      | Slalom      | -          | -      | Hilde Gerg         |

### Mistrzostwa świata
| Miejsce | Dzień    | Rok  | Miejscowość | Konkurencja | Czas biegu  | Strata   | Zwyciężczyni       |
| ------- | -------- | ---- | ----------- | ----------- | ----------- | -------- | ------------------ |
| 38.     | 5 lutego | 1997 | Sestriere   | Slalom      | 2:05,96 min | +22,08 s | Deborah Compagnoni |
| DSQ2    | 9 lutego | 1997 | Sestriere   | Gigant      | -           | -        | Deborah Compagnoni |

### Mistrzostwa świata juniorów
| Miejsce | Dzień     | Rok  | Miejscowość | Konkurencja  | Czas biegu  | Strata   | Zwyciężczyni     |
| ------- | --------- | ---- | ----------- | ------------ | ----------- | -------- | ---------------- |
| 38.     | 18 marca  | 1995 | Voss        | Slalom       | 1:33,09 min | +10,97 s | Marlies Oester   |
| DNF2    | 20 marca  | 1995 | Voss        | Gigant       | -           | -        | Karin Roten      |
| DNS1    | 28 lutego | 1996 | Schwyz      | Suppergigant | -           | -        | Sylviane Berthod |